# 雷諾茲鎮區 (阿肯色州格林縣)
雷諾茲鎮區（英語：Reynolds Township）是位於美國阿肯色州格林縣的一個行政鎮區。

## 地方資料
雷諾茲鎮區的面積為61.08平方千米，當中陸地面積為61.07平方千米，而水域面積為0.01平方千米。根據2010年美國人口普查的數據，當地共有人口98人，而人口密度為每平方千米1.6人。